# Messias Pontes
Messias Araújo Pontes (Fortaleza, 14 de abril de 1947 – Fortaleza, 9 de novembro de 2013) foi um jornalista,radialista, militante político brasileiro.

## Biografia
Filho de Georgina Arruda Pontes e Vicente Araújo Pontes. Messias tinha oito irmãos e um deles é o ex-vereador, médico José Maria Pontes. Messias e Nilma se casaram em 5 de abril de 1969.
A partir de 1962,inicia sua atividade social e política - nos grêmios estudantis, primeiro, e depois nos movimentos de bairro. Nos anos de 1968 e 1969, participou do movimento estudantil ligado à UBES (União Brasileira dos Estudantes Secundaristas) em Fortaleza.
Militou inicialmente na AP-ML(Ação Popular Marxista Leninista), que em 1973 se incorporou ao PCdoB (Partido Comunista do Brasil), onde Messias permaneceu como ativo militante no final da sua vida.
Em 29 de fevereiro de 1972, quando atuava como produtor do programa educativo do Movimento de Educação de Base (MEB/Fortaleza),levado ao ar pela rádio Assunção Cearense, da Arquidiocese de Fortaleza. Messias foi preso pela Polícia Federal, sendo torturado física e psicologicamente durante dois dias. Dois meses depois, foi demitido do MEB, que era financiado pelo Ministério da Educação e Cultura.
Em 1973, ingressa no curso de Educação Física na Universidade de Fortaleza (UNIFOR). Começa a ministrar aulas de Educação Física no Colégio Estadual Castelo Branco ( contratado pelo Governo do Estado) e na Escola Apostólica Nossa Senhora de Fátima.
Em 3 de julho de 1974, foi sequestrado por agentes do DOI-CODI ( Destacamento de Operações de Informações - Centro de Operações de Defesa Interna, órgão submetido ao Exército). Algemado e encapuzado, foi levado a uma unidade do Exército onde o torturam durante toda a noite. Em seguida foi transferido para o DOI-CODI de Recife /PE, onde ficou 35 dias, dos quais 20 sob intensa tortura. De volta a Fortaleza, ficou detido na PF durante uma semana, sendo interrogado por agentes da PF e do DOPS ( Departamento da Ordem Política e Social). Finalmente foi encaminhado ao Instituto Penal Paulo Sarasate, de onde só saiu em 18 de setembro, com o arquivamento do inquérito por " carência de elementos ensejadores ao oferecimento da denúncia ", segundo o documento do Superior Tribunal Militar (STM).
Após sair da prisão, continuou a ser seguido pelos agentes da repressão, bem como sua esposa, Maria Alves Pontes (Nilma), que trabalhava no Centro de Processamento de Dados da UFC(Universidade Federal do Ceará). A conselho do então Cardeal Aloísio Lorscheider, ambos decidiram abandonar Fortaleza, sendo forçados a abandonar, igualmente  seus empregos . No final de 1974, transferem-se para a cidade de Cametá, no interior do Pará, onde Messias trabalha na FASE - Federação de Órgãos para Assistência Social e Educacional. Posteriormente, transferem-se para São Luís do Maranhão.
De volta a Fortaleza trabalhou na OCEC (Organização das Cooperativas do Estado do Ceará) e contribuiu com o jornal alternativo Mutirão. O jornal circulou de 1977 a 1982, e marcou época na luta contra o arbítrios, em defesa das causas populares e da redemocratização do Brasil.
Messias Pontes trabalhou em inúmeros veículo de imprensa , tanto na mídia tradicional como em  órgãos vinculados a sindicatos e movimentos sociais. Foi repórter dos jornais O Povo,Diário do Nordeste e Tribuna do Ceará, e articulista do jornal O Estado e do portal Vermelho. Como radialista comandou por vários anos o programa Espaço Aberto, sempre com grande audiência.
Foi diretor da Associação Cearense de Imprensa (ACI) e do Sindicato dos Jornalistas do Ceará, onde presidiu, até seu falecimento, a Comissão da Verdade, Memória e Justiça dos Jornalistas Cearenses, que trabalha para resgatar história dos perseguidos da Ditadura militar no Estado. Por quatro vezes, presidiu o Comitê de Imprensa da Assembleia Legislativa do CE. Foi membro fundador da Associação 64/68 Anistia -Ceará, que também presidiu por várias ocasiões.

## Família
Messias e Nilma  tiveram três filhos: Silvana , Marcia e Carlos
Silvana nasceu em 1969, Marcia em 1971 e Carlos em 1974.
Silvana é cunhada do deputado Heitor Férrer casada com José Osvaldo Correia Férrer tiveram dois filhos : Osvaldo Pontes Férrer e Thiago Pontes Férrer.
Marcia Carolina Pontes de Queiroz Limeira tem uma filha chamada Letícia .
Carlos Daniely Alves Pontes é radialista e historiador tem dois filhos: Caio Soares Pontes e Ariane Soares Pontes
Messias Pontes faleceu no dia 9 de novembro de 2013 vítima de câncer no pâncreas no Hospital São Carlos e foi sepultado no Cemitério São João Batista (Fortaleza)